# Socialismo para los ricos y capitalismo para los pobres
El concepto de «socialismo para los ricos y capitalismo para los pobres» constituye un análisis político-económico que sostiene que, en las economías capitalistas avanzadas, las políticas estatales tienden a redistribuir recursos de manera asimétrica, beneficiando en mayor medida a los sectores de altos ingresos a través de mecanismos como transferencias gubernamentales y subsidios.
El término «bienestar corporativo» se emplea para describir el otorgamiento de privilegios regulatorios, fiscales y financieros a grandes corporaciones por parte del Estado. Una de las críticas más recurrentes en este marco señala que la estructura de la economía política capitalista permite a estas entidades maximizar sus beneficios a partir de intervenciones estatales, lo que se relaciona con el fenómeno conocido como «socialismo de los limones» (lemon socialism), donde el gobierno asume pérdidas mientras privatiza ganancias.
Las formulaciones derivadas de este principio incluyen expresiones como la «privatización de ganancias y socialización de riesgos» o la dicotomía «mercados desregulados para las clases bajas y proteccionismo estatal para las élites económicas».

## Historia y uso
La frase puede haber sido popularizada por primera vez por Michael Harrington en su libro de 1962, The Other America, en el que cita a Charles Abrams, una reconocida autoridad en vivienda.
Se ha citado a Andrew Young por llamar al sistema estadounidense "socialismo para los ricos y libre empresa para los pobres", y Martin Luther King Jr. utilizó con frecuencia esta expresión en sus discursos. Al menos desde 1969, Gore Vidal difundió ampliamente la expresión "libre empresa para los pobres y socialismo para los ricos" para describir las políticas económicas estadounidenses, usándola notablemente desde la década de 1980 en sus críticas a la Reaganomía.
En el invierno de 2006/2007, en respuesta a las críticas sobre las importaciones de petróleo de Venezuela, país bajo el liderazgo de Hugo Chávez, el fundador y presidente de Citizens Energy Corporation, Joseph P. Kennedy II, respondió con una crítica al sistema estadounidense que caracterizó como "una especie de socialismo para los ricos y libre empresa para los pobres que deja a los más vulnerables al margen". También Robert F. Kennedy Jr. se ha hecho conocido por expresar ante grandes audiencias que Estados Unidos es ahora una tierra de "socialismo para los ricos y capitalismo brutal para los pobres".
El lingüista y politólogo Noam Chomsky ha criticado la forma en que se han aplicado los principios del libre mercado. Ha argumentado que los ricos utilizan la retórica del libre mercado para justificar la imposición de un mayor riesgo económico a las clases bajas, mientras están aislados de los rigores del mercado por las ventajas políticas y económicas que dicha riqueza ofrece. Comentó que "el libre mercado es socialismo para los ricos: mercados [libres] para los pobres y protección estatal para los ricos". Ha afirmado que los ricos y poderosos "quieren poder dirigir el Estado niñera" para que "cuando tengan problemas, el contribuyente los rescate", citando "demasiado grandes para quebrar" como ejemplo.
El economista Ha-Joon Chang amplía el concepto hacia políticas macroeconómicas egoístas de Occidente que perjudican al mundo en desarrollo como keynesianismo para los ricos y monetarismo para los pobres.
En el mismo sentido se plantearon argumentos en relación con las turbulencias financieras de 2008. Con respecto a la toma federal de Fannie Mae y Freddie Mac, Ron Blackwell, economista jefe de la AFL-CIO, utilizó la expresión "Socialismo para los ricos y capitalismo para los pobres" para caracterizar el sistema. En septiembre de 2008, el senador estadounidense Bernie Sanders dijo sobre el rescate del sistema financiero estadounidense : "Este es el ejemplo más extremo que puedo recordar de socialismo para los ricos y libre empresa para los pobres". El senador Sanders también hizo referencia a la frase durante su discurso de 8 1⁄2 horas en el pleno del Senado el 10 de diciembre de 2010, contra la continuación de los recortes de impuestos de la era Bush, al hablar sobre el rescate federal de las principales instituciones financieras en un momento en que a las pequeñas empresas se les negaban préstamos.
El ex Secretario de Trabajo de Estados Unidos, Robert Reich, adaptó esta frase en The Daily Show con Jon Stewart el 16 de octubre de 2008: "Tenemos socialismo para los ricos y capitalismo para todos los demás". El comediante Jon Stewart caracterizó más tarde esto en un debate con Bill O'Reilly preguntando: "¿Por qué si aprovechas una exención fiscal y eres una corporación, eres un hombre de negocios inteligente; pero si aprovechas algo que necesitas para no pasar hambre, eres un gorrón?".

El fallecido periodista John Pilger incluyó la frase en su discurso de aceptación del premio de derechos humanos de Australia, el Premio de la Paz de Sydney, el 5 de noviembre de 2009:
La democracia se ha convertido en un plan de negocios, con un resultado final para cada actividad humana, cada sueño, cada decencia, cada esperanza. Los principales partidos parlamentarios están ahora dedicados a las mismas políticas económicas –socialismo para los ricos, capitalismo para los pobres– y la misma política exterior de servilismo ante la guerra sin fin. Esto no es democracia. Es para la política lo que McDonald's es para la comida.
En 2022, el economista Yanis Varoufakis ofreció una versión similar de esta frase en su crítica a la respuesta de los gobiernos y los bancos centrales a la crisis financiera de 2008 y al aumento de la inflación de 2021-2022, describiendo estas medidas como "nada menos que un socialismo generoso para el capital y Dura austeridad para los trabajadores."
En 2023, Robert F. Kennedy Jr. utilizó una variación de esta frase en Tucker Carlson Tonight, diciendo que en los Estados Unidos contemporáneos "hay un socialismo cómodo para los ricos y este tipo de capitalismo brutal y despiadado para los pobres".